# Tridentiger brevispinis
Tridentiger brevispinis is een straalvinnige vissensoort uit de familie van grondels (Gobiidae). De wetenschappelijke naam van de soort is voor het eerst geldig gepubliceerd in 1972 door Katsuyama, Arai & Nakamura.